# Ikoti
Ikoti (en georgiano: იკოთი; en osetio: Икъот, romanizado: Ikot; en ruso: Икот) es un pueblo que pertenece a la parcialmente reconocida República de Osetia del Sur, parte del distrito de Leningor, aunque de iure pertenece al municipio de Ajalgori de la región de Mtsjeta-Mtianeti de Georgia.

## Geografía
Ikoti está situado en la orilla izquierda del río Ksani, 3 km al norte de Ajalgori.  

## Historia
Durante la duración del conflicto georgiano-osetio hasta la victoria rusa en la guerra ruso-georgiana de 2008, con la que las de facto autoridades de Osetia del Sur establecieron el control sobre el valle de Ksani, Ikoti formaba parte del territorio controlado por el gobierno de Georgia. Después de agosto de 2008, el pueblo quedó bajo el control de las autoridades de la República de Osetia del Sur. El teniente general de las fuerzas armadas de la Federación Rusa, que controla Osetia del Sur, Anatoli Nogovitsyn, anunció que la zona se convertirá en el punto más externo de la zona de seguridad formada por Rusia. Toda la zona de seguridad está custodiada por 272 cascos azules.
El 22 de octubre de 2011, tres residentes locales fueron volados por una mina que quedó del conflicto de 2008. Uno murió, dos resultaron heridos.

## Demografía
Ikoti es el segundo asentamiento más grande del municipio de Ajalgori, después de la propia Ajalgori. La evolución demográfica de Ikoti entre 1916 y 2015 fue la siguiente:
| 834                                                      | 934 | 1019 | 972 | 1052 | 1000 | 1040 | 1089 | 596 |
| (Fuente: Population of South Ossetia since Soviet times) |     |      |     |      |      |      |      |     |

Según el censo soviético de 1959, la mayoría de la población local eran georgianos. Según el censo de 2002 realizado por las autoridades georgianas, que controlaban la parte oriental del municipio de Ajalgori, la composición étnica del pueblo es la siguiente:
|              | 2002      | 2002       |
| Grupo étnico | Población | Porcentaje |
| ------------ | --------- | ---------- |
| Georgianos   | 1057      | 97,06%     |
| Osetios      | 32        | 2,94%      |
| Total        | 1089      | 100%       |

## Infraestructura

### Arquitectura, monumentos y lugares de interés
En el pueblo se encuentra el convento de Ikoti, cuya construcción data del siglo XII.